# Jack Ryan: Teoria chaosu
Jack Ryan: Teoria chaosu (ang.: Jack Ryan: Shadow Recruit) – thriller w amerykańsko-rosyjskiej koprodukcji z 2014 roku w reżyserii Kennetha Branagha. Film inspirowany postaciami Toma Clancy'ego.
Główne role grają Chris Pine, Kevin Costner, Kenneth Branagh i Keira Knightley. Film ukazuje wczesne przygody agenta Jacka Ryana, stworzonego przez Toma Clancy'ego.
Jest to 5. film w serii o Jacku Ryanie, ale jest zaprezentowany jako jej wznowienie, które odchodzi od poprzednich odcinków. Inaczej niż wcześniejsze, nie jest to adaptacja konkretnej powieści Toma Clancy'ego, ale raczej oryginalna opowieść. Pine gra rolę tytułową, będąc 4 aktorem wcielającym się w postać Ryana, po Alecu Baldwinie, Harrisonie Fordzie i Benie Afflecku. 
Oryginalny scenariusz został napisany przez Adama Cozada i Davida Koeppa. Film został wyprodukowany przez Mace Neufelda, Lorenzo di Bonaventurę, Davida Barrona i Marka Vahradiana z Davidem Ellisonem, Daną Goldberg, Paulem Schwake oraz Tommym Harperem jako producentami wykonawczymi. Muzykę do filmu skomponował Patrick Doyle. Film miał premierę 17 stycznia 2014 r., a przychód ze sprzedaży przekroczył 130 milionów USD. Jack Ryan: Shadow Recruit spotkał się z mieszanymi ocenami krytyki. Film był dedykowany Tomowi Clancy'emu, który zmarł 1 października 2013 r.

## Fabuła
Po ataku terrorystycznym z 11 września 2001 r., Jack Ryan (w tej roli Chris Pine), studiujący w Londyńskiej Szkole Ekonomicznej, zostaje podporucznikiem Marines Stanów Zjednoczonych. W Afganistanie jego helikopter zostaje zestrzelony, czego następstwem jest poważne uszkodzenie kręgosłupa. Podczas długotrwałej rekonwalescencji zdobywa zainteresowanie ze strony Cathy Muller (Keira Knightley) studentki medycyny, która pomaga mu uczyć się ponownie chodzić oraz Thomasa Harpera (Kevin Costner), agenta CIA, który rekrutuje Ryana do agencji.
10 lat później, Ryan pracuje dla CIA pod przykryciem na Wall Street i poszukuje podejrzanych transakcji finansowych, które mogłyby wskazywać na aktywność terrorystyczną. Kiedy Federacja Rosyjska przegrywa kluczowe głosowanie w Organizacji Narodów Zjednoczonych, Ryan zauważa, że rynki nie reagują w oczekiwany sposób. Odkrywa, że biliony dolarów przechowywane przez rosyjskie organizacje zniknęły. Większa część tych funduszy jest kontrolowana przez Wiktora Czerewina (Kenneth Branagh), rosyjskiego magnata.
Pracodawca Ryana prowadzi różne interesy z Czerewinem, więc kiedy Ryan odkrywa, że pewne konta są nieosiągalne dla niego jako audytora, ma powód by odwiedzić Moskwę i przeprowadzić śledztwo. Po przyjeździe ledwie unika zamachu z rąk zabójcy (Nonso Anozie), udającego jego ochroniarza. Ryan wysyła sygnał SOS i jest zaskoczony, kiedy dowiaduje się, że jego wsparciem jest Harper. Podczas ich spotkania Ryan wyjaśnia, jak ukryte inwestycje Czerewina spowodowały, że Stany Zjednoczone stały się narażone na finansową zapaść w następstwie ataku terrorystycznego, który osłabiłby również rynki światowe.
Następnego dnia, na spotkaniu z Czerewinem dowiaduje się, że problematyczna firma i wszystkie jej aktywa zostały sprzedane, co zapobiega audytowi Ryana. W międzyczasie Muller, teraz narzeczona Ryana, podejrzewając, że ma on romans, potajemnie leci do Moskwy, by go spotkać. Niezgodnie z protokołem dla par bez ślubu, Ryan wyjawia, ku jej wielkiej uldze, że pracuje dla CIA. Wykorzystując sytuację, Harper zmusza Muller do zgody na udział w planie infiltracji biur Czerewina. Ryan i Muller spotykają się z Czerewinem w ekskluzywnej restauracji, po drugiej stronie ulicy od biur Czerewina. Podczas obiadu Ryan robi scenę i celowo obraża Muller. Opuszczając na chwilę towarzystwo, dostaje się do biura Czerewina, gdzie kopiuje pliki z dowodami korupcji.
Ryan i CIA odkrywają, że Czerewin użył fałszywego świadectwa śmierci, by umieścić swego syna Aleksandra (Ulgoff) w Stanach Zjednoczonych jako uśpionego agenta. Ryan wykorzystuje swe zdolności do łamania w szyfrów do zlokalizowania kryjówki Aleksandra i zamierzonego celu - Wall Street. Odnajduje fałszywy wóz policyjny, prowadzony przez Aleksandra i goni go. Po dogonieniu i wdaniu się w fizyczną konfrontację z Aleksandrem odkrywa bombę w bagażniku wozu policyjnego. Nie mogąc jej rozbroić, porywa samochód z Aleksandrem w środku i następnie rozbija samochód w rzece East River i wyskakuje w momencie kiedy bomba eksploduje, zabijając Aleksandra. Czerewin zostaje zabity w Rosji przez swych współkonspiratorów. Ryan i Harper zostają wezwani do Białego Domu, by poinformować o wszystkim prezydenta.

## Obsada
- Chris Pine – Jack Ryan
- Kevin Costner – William Harper
- Kenneth Branagh – Viktor Cherevin
- Keira Knightley – Cathy Ryan
- Colm Feore – Rob Behringer
- Gemma Chan – Amy
- Karen David – Penn
- Nonso Anozie – Embee
- Lenn Kudrjawizki – Konstantin
- Alec Utgoff – Aleksandr Borovsky
- Elena Velikanova – Katya